# 이보 포고렐리치
이보 포고렐리치(크로아티아어: Ivo Pogorelić, 1958년 10월 20일 ~ )는 크로아티아의 피아노 연주자이다.

## 생애
베오그라드에서 크로아티아계와 세르비아계의 혼혈로 태어났다. 7살 때까지 피아노 레슨을 받았던 그는 보이슬라브 부치코비치 음악원에 입학해, 그곳에서 12살 때까지 수학하였다. 이후에는 소련의 모스크바로 가서 그곳에서 피아노 연주자였던 예브게니 티마킨에게 사사받았고, 그 다음에는 모스크바 음악원에 입학히여 그곳에서 수학하였다. 모스크바 음악원을 졸업한 후에는 조지아 태생의 구 소련연방 및 헝가리음악원에서 활동하던 피아노 교수 겸 연주자인 일리아 케제라드제에게서 사사받았으며 쇼팽 콩쿠르 이후 그녀와 결혼하였다. 1980년에는 캐나다의 몬트리올에서 개최된 몬트리올 국제 음악 콩쿠르에서 우승하였고, 같은 해에는 폴란드의 바르샤바에서 개최된 쇼팽 국제 피아노 콩쿠르에서 본선에 출전, 3라운드에 올랐으나 결선 진출에는 실패하였다. 당시 심사위원이었던 마르타 아르헤리치는 포고렐리치가 결선에 오르지 못하고 3라운드에서 탈락한 것에 대해, 심사위원단의 판정에 격분하여 심사위원직을 사퇴하였고, 포고렐리치를 '천재'라고 불렀다. 1981년에는 미국의 뉴욕에 위치한 카네기 홀에서 정식 데뷔 공연을 치렀다. 그 이후에는 베를린 필하모닉 오케스트라, 뉴욕 필하모닉 오케스트라와 런던 필하모닉 오케스트라, 빈 필하모닉 오케스트라 등의 세계적인 관현악단들과 협연을 가졌고, 쇼팽, 베토벤, 모차르트, 리스트 등의 곡을 녹음하였다. 그 뒤에는 쿠웨이트 정부의 초청으로 쿠웨이트에서 공연을 가짐으로서, 쿠웨이트 역사상 최초로 초청을 받아 연주한 클래식 음악가가 되었다.

## 비평가들의 환영
1980년 포고렐리치는 10회쇼팽 국제 피아노 콩쿠르 3라운드에서 탈락하여 심사위원들의 반대 반응을 일으켰다. 배심원 중 한 명인 마르타 아르헤리치는 그를 "천재"라고 선언하고 항의로 배심원단에서 사임했다. 다른 2명의 배심원단은 "그런 아티스트가 결승에 진출하지 못한다는 것은 상상할 수 없는 일"이라고 선언했다. 그러나 다른 판사들은 Pogorelić의 기이한 행동에 대해 불만을 토로했다. Eugene List는 그에게 매우 낮은 점수를 주었다. "그는 음악을 존중하지 않는다. 그는 왜곡될 정도로 극단을 사용한다. 그리고 그는 너무 많은 연기를 한다." [[Louis Kentner] ]] 첫 번째 단계에서 모든 학생들이 경쟁에서 탈락한 후 사임했다. Pogorelić와 같은 사람들이 두 번째 단계에 진출하면 심사 위원의 작업에 참여할 수 없다. 우리는 다른 미적 기준을 가지고 있다." 그럼에도 불구하고, 스캔들의 홍보는 Pogorelić가 경력을 시작하는 데 도움이 되었다.
Pogorelić의 공연은 종종 논란의 여지가 있다. 그의 해석은 콘서트 청중들에게 좋은 평가를 받았지만 비평가들에게는 항상 그런 것은 아니다. 영국의 클래식 피아니스트 Peter Donohoe는 Pogorelić의 경력 전반에 걸쳐 비평가들로부터 일련의 "굴욕적인 공격"을 언급하면서 그의 스타가 된 것은 그의 재능보다는 "그의 괴상함을 기반으로 한 팝 스타일의 대중적 홍보" 덕분이라고 주장했다. 프로코피예프의 6번 소나타의 초기 녹음은 펭귄 클래식 녹음 안내서에서 로제트 상을 수상하는 등 높은 평가를 받았다. 그러나 뉴욕타임즈 평론가 요제프 호프만는 베토벤의 Op. 111 Sonata, 그리고 Pogorelić는 "Romantic pianism의 글렌 굴드가 되기 위해 필사적으로 노력하는 것 같다(굴드의 기이함은 있지만 그의 천재성은 전혀 없음)." 20년 후, 또 다른 New York Times 비평가인 Anthony Tommasini는 같은 작품의 공연을 다음과 같이 평했다. 비극적으로 길을 잃은 엄청난 재능이 있다. 뭐가 잘못됐어?"
2015년, 영국 콘서트 현장에서 오랜 공백을 겪은 후, 포고렐리치의 로열 페스티벌 홀에서의 리사이틀은 비평가들로부터 널리 폄하되었다. 가디언에 기고한 글에서 Andrew Clements는 "기술적 탁월함이 명백히 사라지고 조잡함만 남았다"는 그의 연주를 강력하게 폄하하고 그의 피아노 연주를 "너무 크고 조잡하여 [...] Steinway는 그의 폭행으로 고통 받고있었다."